# Kiriși
Kiriși (în rusă: Кириши) este un oraș din Regiunea Leningrad, Federația Rusă, cu o populație de 55.634 locuitori.
1. ↑  Q26842998, accesat în 28 octombrie 2016